# Medalistki mistrzostw Polski seniorów w skoku o tyczce

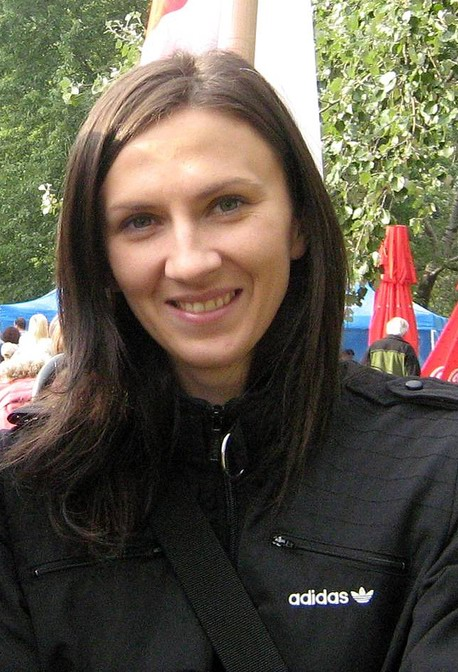
Monika Pyrek – jedenastokrotna mistrzyni Polski seniorów

Medalistki mistrzostw Polski seniorów w skoku o tyczce – zdobywczynie medali seniorskich mistrzostw Polski w konkurencji skoku o tyczce.
Skok o tyczce kobiet w Polsce rozwinął się najpierw w Trójmieście. 6 marca 1992 Alicja Malinowska ustanowiła nieoficjalny halowy rekord Polski, uzyskując 2,70 m podczas zawodów w Gdyni. Pierwszy nieoficjalny rekord Polski na stadionie ustanowiła Anna Skrzyńska (2,60 m 3 maja 1994, Sopot). 28 maja 1994 w Sopocie Skrzyńska ustanowiła pierwszy oficjalny rekord kraju (2,80 m). Starty Skrzyńskiej przyciągnęły do tej konkurencji m.in. młodziutkie wówczas Annę Wielgus (ur. 1981) i Monikę Pyrek (ur. 1980). Prężnie rozwijająca się konkurencja została włączona do programu mistrzostw Polski na stadionie już w 1995. 18 sierpnia 1995 pierwszy w historii kobiecego skoku o tyczce złoty medal mistrzostw Polski zdobyła Anna Skrzyńska ustanawiając kolejny rekord kraju – 3,11 m.
Najbardziej utytułowaną zawodniczką w historii krajowego czempionatu jest Monika Pyrek. 1 lipca 2001 w Bydgoszczy zdobyła ona swój trzeci tytuł mistrzyni Polski, ustanawiając (wynikiem 4,61 m) nowy rekord Europy.
Aktualny rekord mistrzostw Polski seniorów w skoku o tyczce wynosi 4,80 m i został ustanowiony przez Annę Rogowską podczas mistrzostw Polski w 2009 w Bydgoszczy.

## Medalistki
| ER – rekord Europy \| NR – rekord kraju \| PB – rekord życiowy \| SB – najlepszy wynik w sezonie |

| Mistrzostwa              | 1. miejsce                         | Rezultat   | 2. miejsce                                                     | Rezultat      | 3. miejsce                                               | Rezultat |
| Warszawa 1995            | Anna Skrzyńska SKLA Sopot          | 3,11 NR    | Izabella Wojszko AZS-AWF Warszawa                              | 2,90          | Anna Wielgus Bałtyk Gdynia                               | 2,80     |
| Piła 1996                | Anna Wielgus KL Gdynia             | 3,10       | Anna Skrzyńska SKLA Sopot                                      | 3,10          | Anna Sobiecka KL Gdynia                                  | 2,90     |
| Bydgoszcz 1997           | Anna Wielgus AZS-AWF Gdańsk        | 3,70       | Monika Pyrek AZS-AWF Gdańsk                                    | 3,60          | Aneta Heliniak Lubtour Zielona Góra                      | 3,10     |
| Wrocław 1998             | Anna Wielgus Warszawianka          | 4,00 =NR   | Monika Pyrek Warszawianka                                      | 4,00 =NR      | Aleksandra Granda SKLA Sopot                             | 3,60     |
| Kraków 1999              | Monika Pyrek Warszawianka          | 3,70       | Aleksandra Granda SKLA Sopot                                   | 3,70          | Anna Ambrożuk AZS-AWF Gdańsk                             | 3,50     |
| Kraków 2000              | Monika Pyrek Lechia Gdańsk         | 4,00       | Anna Wielgus Lechia Gdańsk                                     | 4,00          | Joanna Piwowarska KL Gdynia                              | 3,70     |
| Bydgoszcz 2001           | Monika Pyrek Lechia Gdańsk         | 4,61 NR ER | Anna Wielgus Lechia Gdańsk                                     | 4,10          | Joanna Piwowarska KL Gdynia                              | 3,90     |
| Szczecin 2002            | Monika Pyrek Lechia Gdańsk         | 4,50       | Anna Rogowska SKLA Sopot                                       | 4,00          | Justyna Ratajczak ZKL Zielona Góra                       | 3,70     |
| Bielsko-Biała 2003       | Agnieszka Wrona AZS-AWF Gdańsk     | 4,10       | Anna Rogowska SKLA Sopot                                       | 4,00          | Anna Huculak Sprint Bielko-Biała                         | 3,90     |
| Bydgoszcz 2004           | Monika Pyrek MKL Szczecin          | 4,45       | Anna Rogowska SKLA Sopot                                       | 4,45          | Róża Kasprzak AZS-AWFiS Gdańsk                           | 4,10     |
| Biała Podlaska 2005      | Monika Pyrek MKL Szczecin          | 4,70       | Anna Rogowska SKLA Sopot                                       | 4,60          | Róża Kasprzak AZS-AWFiS Gdańsk                           | 4,30     |
| Bydgoszcz 2006           | Monika Pyrek MKL Szczecin          | 4,60       | Joanna Piwowarska AZS-AWF Warszawa                             | 4,50          | Róża Kasprzak AZS-AWFiS Gdańsk                           | 4,50     |
| Poznań 2007              | Monika Pyrek MKL Szczecin          | 4,60       | Paulina Dębska OSOT Gdańsk                                     | 4,30          | Róża Kasprzak AZS-AWFiS Gdańsk                           | 4,30     |
| Szczecin 2008            | Monika Pyrek MKL Szczecin          | 4,70       | Anna Rogowska SKLA Sopot                                       | 4,40          | Joanna Piwowarska AZS-AWF Warszawa                       | 4,20     |
| Bydgoszcz 2009           | Anna Rogowska SKLA Sopot           | 4,80       | Joanna Piwowarska AZS-AWF Warszawa                             | 4,40          | Marta Plewa AZS UMCS Lublin                              | 4,10     |
| Bielsko-Biała 2010       | Monika Pyrek MKL Szczecin          | 4,20       | Joanna Piwowarska AZS-AWF Warszawa Agnieszka Wrona KKL Kielce  | 4,10          | –                                                        | –        |
| Bydgoszcz 2011           | Anna Rogowska SKLA Sopot           | 4,60       | Monika Pyrek MKL Szczecin                                      | 4,60          | Joanna Piwowarska AZS-AWF Warszawa                       | 4,20     |
| Bielsko-Biała 2012       | Monika Pyrek OSOT Szczecin         | 4,45       | Agnieszka Kolasa SKLA Sopot                                    | 4,30          | Karmen Bunikowska AZS-AWFiS Gdańsk                       | 4,00     |
| Toruń 2013               | Anna Rogowska SKLA Sopot           | 4,55       | Aleksandra Wiśnik OSOT Szczecin                                | 3,90          | Paulina Dębska AZS UMCS Lublin                           | 3,80     |
| Szczecin 2014            | Anna Rogowska SKLA Sopot           | 4,30       | Olga Frąckowiak AZS-AWFiS Gdańsk                               | 4,10          | Aleksandra Wiśnik OSOT Szczecin                          | 4,10     |
| Kraków 2015              | Justyna Śmietanka AZS-AWF Warszawa | 4,20 =PB   | Olga Frąckowiak AZS-AWFiS Gdańsk                               | 4,10          | Katarzyna Cerbińska AZS-AWF Wrocław                      | 3,90 PB  |
| Bydgoszcz 2016           | Justyna Śmietanka AZS-AWF Warszawa | 4,20       | Agnieszka Kaszuba KL Gdynia Kamila Przybyła Zawisza Bydgoszcz  | 4,00 =PB 4,00 | –                                                        | –        |
| Białystok 2017           | Justyna Śmietanka AZS-AWF Warszawa | 4,30       | Kamila Przybyła Zawisza Bydgoszcz                              | 4,20          | Olga Frąckowiak AZS-AWFiS Gdańsk                         | 4,00     |
| Lublin 2018              | Justyna Śmietanka AZS-AWF Warszawa | 4,50 PB    | Paulina Hnida AZS-AWF Wrocław                                  | 4,00 PB       | Emilia Kusy SKLA Sopot                                   | 4,00     |
| Radom 2019               | Kamila Przybyła Zawisza Bydgoszcz  | 4,25       | Victoria Kalitta Zawisza Bydgoszcz Agnieszka Kaszuba KL Gdynia | 3,80          | –                                                        | –        |
| Włocławek 2020           | Wiktoria Wojewódzka OSOT Szczecin  | 4,20 =PB   | Kamila Przybyła Zawisza Bydgoszcz                              | 4,20 =SB      | Anna Łyko MKS MOS Wrocław                                | 4,00     |
| Poznań 2021              | Kamila Przybyła Zawisza Bydgoszcz  | 4,10 SB    | Emilia Kusy SKLA Sopot                                         | 4,00 SB       | Anna Łyko KS AZS AWF Wrocław                             | 4,00     |
| Suwałki 2022             | Agnieszka Kaszuba KL Gdynia        | 4,10       | Maja Chamot Sprint Bielsko-Biała                               | 4,00          | Emilia Kusy SKLA Sopot                                   | 4,00 =SB |
| Gorzów Wielkopolski 2023 | Emilia Kusy SKLA Sopot             | 4,20       | Maja Chamot KS Sprint Bielsko-Biała                            | 4,10          | Anna Łyko KS AZS AWF Wrocław Agnieszka Kaszuba KL Gdynia | 4,00     |
| Bydgoszcz 2024           | Emilia Kusy SKLA Sopot             | 4,10 SB    | Zofia Gaborska KMS Szczecin Anna Łyko KS AZS AWF Wrocław       | 4,10          | –                                                        | –        |

## Klasyfikacja medalowa

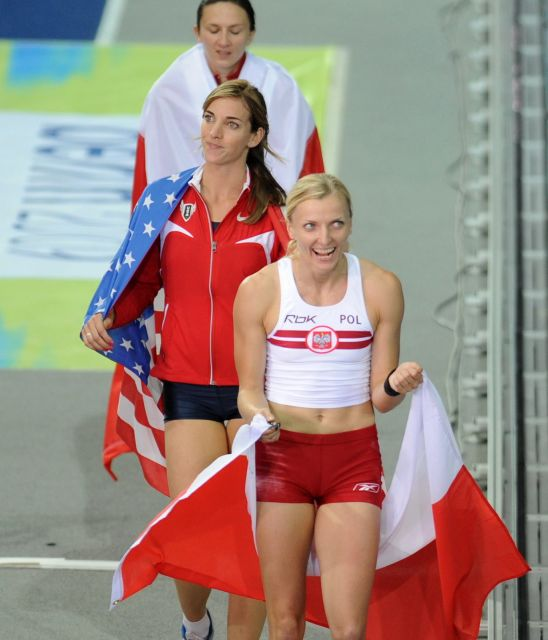
Kilkanaście dni po pierwszym złotym medalu mistrzostw Polski Anna Rogowska świętowała zdobycie złotego medalu mistrzostw świata

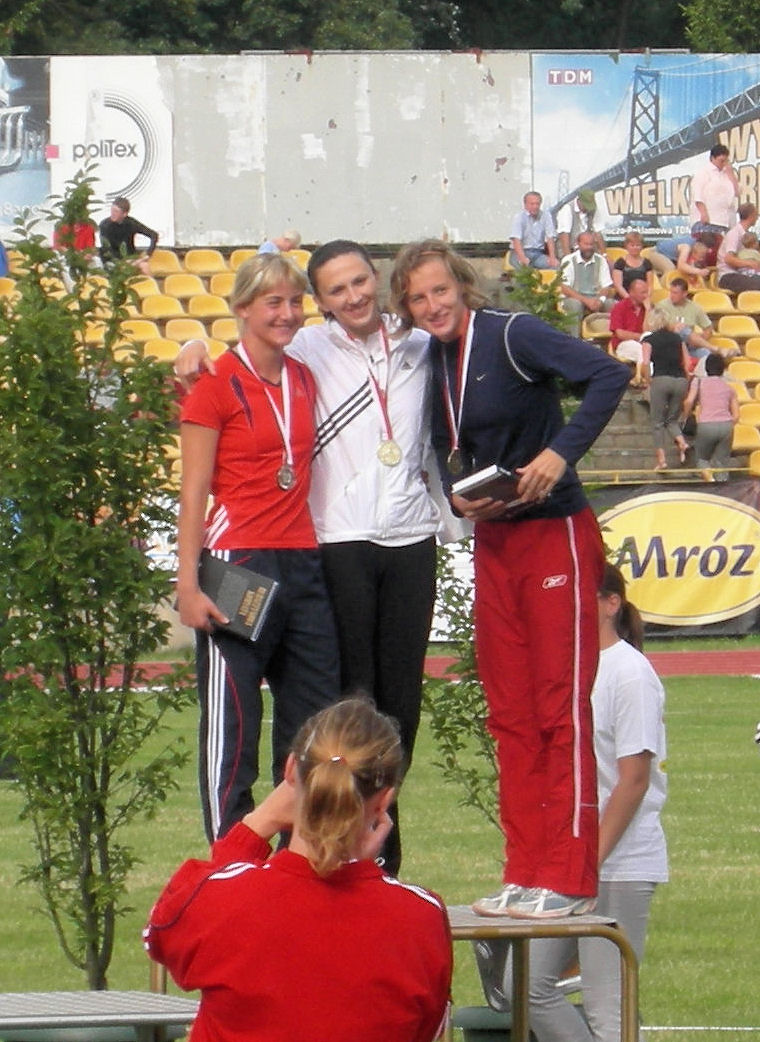
Na zdjęciu medalistki mistrzostw Polski z 2007, od lewej: Paulina Dębska, Monika Pyrek i Róża Kasprzak

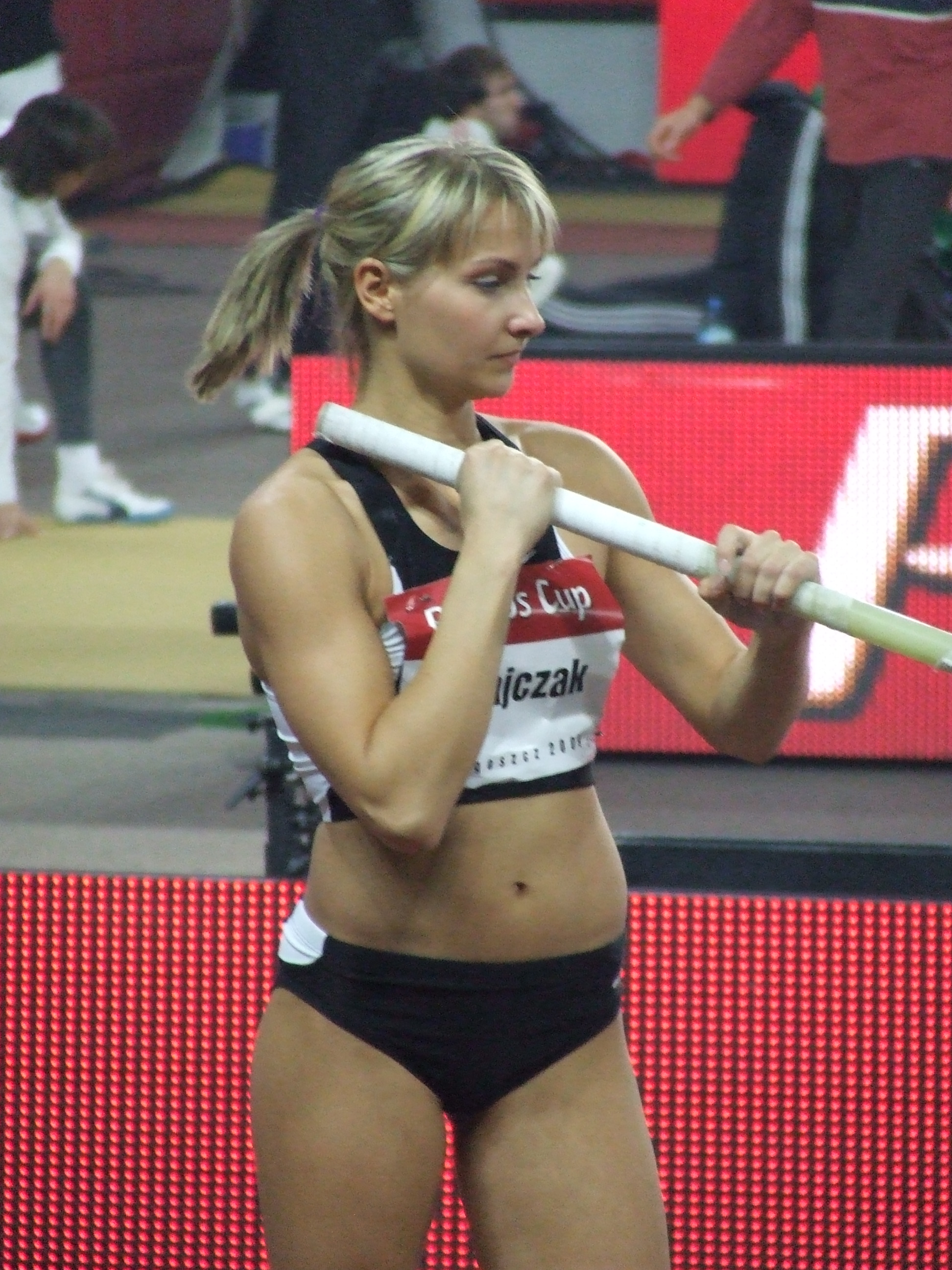
Justyna Ratajczak – brązowa medalistka mistrzostw z 2002

W historii mistrzostw Polski seniorów na podium tej imprezy stanęło dotychczas w sumie 31 zawodniczek. Najwięcej medali – 14 wywalczyła Monika Pyrek, która zwyciężyła w 11 spośród 25 dotychczas rozegranych konkursów tyczkarek na mistrzostwach kraju. W tabeli kolorem wyróżniono zawodniczki, które wciąż są czynnymi lekkoatletkami.
| Lp. | Zawodniczka         | Złoto | Srebro | Brąz | Razem |
| 1.  | Monika Pyrek        | 11    | 3      | 0    | 14    |
| 2.  | Anna Rogowska       | 4     | 5      | 0    | 9     |
| 3.  | Justyna Śmietanka   | 4     | 0      | 0    | 4     |
| 4.  | Anna Wielgus        | 3     | 2      | 1    | 6     |
| 5.  | Kamila Przybyła     | 2     | 3      | 0    | 5     |
| 6.  | Emilia Kusy         | 2     | 1      | 2    | 5     |
| 7.  | Agnieszka Kaszuba   | 1     | 2      | 1    | 4     |
| 8.  | Anna Skrzyńska      | 1     | 1      | 0    | 2     |
| 8.  | Agnieszka Wrona     | 1     | 1      | 0    | 2     |
| 10. | Wiktoria Wojewódzka | 1     | 0      | 0    | 1     |
| 11. | Joanna Piwowarska   | 0     | 3      | 4    | 7     |
| 12. | Olga Frąckowiak     | 0     | 2      | 1    | 3     |
| 13. | Maja Chamot         | 0     | 2      | 0    | 2     |
| 14. | Anna Łyko           | 0     | 1      | 3    | 4     |
| 15. | Paulina Dębska      | 0     | 1      | 1    | 2     |
| 15. | Aleksandra Granda   | 0     | 1      | 1    | 2     |
| 15. | Aleksandra Wiśnik   | 0     | 1      | 1    | 2     |
| 18. | Zofia Gaborska      | 0     | 1      | 0    | 1     |
| 18. | Paulina Hnida       | 0     | 1      | 0    | 1     |
| 18. | Victoria Kalitta    | 0     | 1      | 0    | 1     |
| 18. | Agnieszka Kolasa    | 0     | 1      | 0    | 1     |
| 18. | Izabella Wojszko    | 0     | 1      | 0    | 1     |
| 23. | Róża Kasprzak       | 0     | 0      | 4    | 4     |
| 24. | Anna Ambrożuk       | 0     | 0      | 2    | 2     |
| 24. | Karmen Bunikowska   | 0     | 0      | 1    | 1     |
| 24. | Katarzyna Cerbińska | 0     | 0      | 1    | 1     |
| 24. | Aneta Heliniak      | 0     | 0      | 1    | 1     |
| 24. | Anna Huculak        | 0     | 0      | 1    | 1     |
| 24. | Marta Plewa         | 0     | 0      | 1    | 1     |
| 24. | Justyna Ratajczak   | 0     | 0      | 1    | 1     |
| 24. | Anna Sobiecka       | 0     | 0      | 1    | 1     |